# Mise à jour perdue
La mise à jour perdue (en anglais lost update) est un type d'erreur qui peut apparaître en informatique lorsque plusieurs accès en écriture à une information partagée ont lieu en parallèle. Lorsque deux transactions modifient la même information, les modifications de la première peuvent être recouvertes immédiatement par celles de la seconde si aucune précaution n'est prise contre ce problème; on dit que les mises à jour effectuées par la première transaction ont été perdues.
Ce problème peut se poser indépendamment de la forme que revêtent les informations partagées, qu'elles soient dans un fichier, dans une table de base de données ou en mémoire partagée entre plusieurs threads.  Ce problème est également distinct de celui de la corruption des données qui peut intervenir en cas de mauvaise synchronisation des écritures, bien que les solutions aux deux problèmes utilisent souvent les mêmes mécanismes de base.

## Lectures et écritures sans interaction avec l'utilisateur

### Exemple
Le système informatique d'une salle de cinéma (où les places ne sont pas numérotées) stocke le nombre de billets déjà vendus pour la séance. 100 billets ont déjà été vendus, et la caisse no 2 est en train d'en vendre trois autres. Au même moment, la caisse no 1 enregistre le remboursement de cinq  billets, qui doivent donc être soustraits du total. Le système de la caisse no 1 soustrait donc 5 au  total du nombre de billets (100) et inscrit donc 95 en base de données. Immédiatement après, la caisse no 2 enregistre sa propre transaction et ajoute 3 au nombre de billets qu'elle-même a mémorisé, soit 103, et inscrit le résultat en base. La première mise à jour est donc perdue, et le résultat final est faux (103 au lieu de 98 places effectivement occupées).
| Étape | Caisse 1 : remboursement de 5 billets                                                     | Nombre de billets vendus stocké en base | Caisse 2 : vente de 3 billets                                                           |
| ----- | ----------------------------------------------------------------------------------------- | --------------------------------------- | --------------------------------------------------------------------------------------- |
| 0     |                                                                                           | 100                                     |                                                                                         |
| 1     | Lire le nombre de billets vendus Résultat: 100                                            | 100                                     |                                                                                         |
| 2     |                                                                                           | 100                                     | Lire le nombre de billets vendus Résultat: 100                                          |
| 3     | Rembourser 5 billets Calculer la nouvelle valeur: 100-5=95 Écrire la nouvelle valeur (95) | 95                                      |                                                                                         |
| 4     |                                                                                           | 103                                     | Vendre 3 billets Calculer la nouvelle valeur: 100+3=103 Écrire la nouvelle valeur (103) |

### Modifications atomiques
La solution la plus simple au problème de la mise à jour perdue est de ne pas découper les opérations de lecture et d'écriture comme on l'a fait dans le pseudo-code des caisses de l'exemple précédent; à la place, on utilisera une opération atomique qui effectue la lecture et l'écriture, par exemple, dans une base de données SQL :
```
 UPDATE salles SET nb_places = nb_places + 5 WHERE numero_salle = 4;
```

### Verrouillage des données
La solution des modifications atomiques ne s'applique pas lorsque le programme client d'un SGBD a le droit de prendre des décisions complexes en fonction des données qu'il lit avant d'effectuer ses écritures. Pour résoudre le problème de la mise à jour perdue dans ce contexte, il faut employer un mécanisme de verrouillage des données, qui interdira à plus d'un programme à la fois de modifier les données partagées. Les mécanismes primitifs de verrouillage pertinents sont les suivants :
- le verrou partagé peut être détenu simultanément par un nombre arbitraire de transactions;
- le verrou exclusif, comme son nom l'indique, ne peut être détenu que par une seule transaction à la fois; de plus, il est également exclusif par rapport aux verrous partagés, c'est-à-dire qu'un verrou partagé et un verrou exclusif ne peuvent exister simultanément sur le même emplacement de données.

Ces mécanismes sont fournis par tous les systèmes de données usuels :
- pour les fichiers, par les verrous du système d'exploitation;
- pour la mémoire partagée, par les sémaphores (la technique est décrite dans problème des lecteurs et des rédacteurs);
- pour les bases de données, par des commandes spécifiques telles que la commande SQL LOCK TABLE.

Dans le cas des bases de données transactionnelles, le problème de la mise à jour perdue est plus souvent pris en charge directement par le SGBD, comme on le verra plus loin.
Voici le déroulement des transactions de l'exemple ci-dessus, lorsqu'on utilise un verrou exclusif :
| Étape | Caisse 1 : remboursement de 5 billets                                                     | Caisse 1 : verrou détenu | Nombre de billets vendus stocké en base | Caisse 2 : verrou détenu | Caisse 2 : vente de 3 billets                                                        |
| ----- | ----------------------------------------------------------------------------------------- | ------------------------ | --------------------------------------- | ------------------------ | ------------------------------------------------------------------------------------ |
| 0     |                                                                                           |                          | 100                                     |                          |                                                                                      |
| 1     | Demander un verrou exclusif                                                               | Exclusif                 | 100                                     |                          |                                                                                      |
| 2     |                                                                                           | Exclusif                 | 100                                     |                          | Demander un verrou exclusif (Bloqué...)                                              |
| 3     | Lire le nombre de billets vendus Résultat: 100                                            | Exclusif                 | 100                                     |                          |                                                                                      |
| 4     | Rembourser 5 billets Calculer la nouvelle valeur: 100-5=95 Écrire la nouvelle valeur (95) | Exclusif                 | 95                                      |                          |                                                                                      |
| 5     | Abandonner le verrou                                                                      |                          | 95                                      | Exclusif                 | (... Débloqué !)                                                                     |
| 6     |                                                                                           |                          | 95                                      | Exclusif                 | Lire le nombre de billets vendus Résultat: 95                                        |
| 7     |                                                                                           |                          | 98                                      | Exclusif                 | Vendre 3 billets Calculer la nouvelle valeur: 95+3=98 Écrire la nouvelle valeur (98) |
| 8     |                                                                                           |                          | 98                                      |                          | Abandonner le verrou                                                                 |

### Niveaux d'isolation dans les bases de données SQL
L'inconvénient principal de la méthode des verrous est qu'elle est discrétionnaire : elle repose sur le bon vouloir des transactions participantes pour acquérir et relâcher les verrous au bon moment, faute de quoi des mises à jour perdues, voire des problèmes plus graves comme la corruption des données, risquent de se produire.  De plus, le verrou exclusif constitue un goulot d'étranglement potentiel, car il doit être détenu pendant le temps que durent les calculs de la transaction et les communications avec la base. Ce n'est sans doute pas un problème dans un cinéma, mais peut le devenir pour des systèmes plus complexes notamment s'ils sont répartis dans plusieurs sites à travers le monde.
Le standard SQL92 définit une fonctionnalité connue sous le nom de niveaux d'isolation, qui consiste pour la base de données à traiter du côté serveur le problème de la mise à jour perdue.  Pour l'algorithme des caisses de billetterie évoqué ci-dessus, un niveau d'isolation «lecture répétable» (repeatable read) suffit.  Voici les commandes SQL nécessaires pour PostgreSQL, qui n'a pas de niveau d'isolation «lecture répétable» (on utilise donc «sérialisable» à la place, qui est plus fort) :
```
 BEGIN WORK
 SET TRANSACTION ISOLATION LEVEL SERIALIZABLE
 SELECT nb_places FROM salles WHERE no_salle = 4
 -- Ici intervient le calcul du nombre de places restantes
 -- par la caisse
 UPDATE nb_places SET nb_places = 98 WHERE no_salle = 4
 END WORK
```

Le serveur de base de données peut choisir de traduire la commande SET TRANSACTION ISOLATION LEVEL SERIALIZABLE par l'obtention d'un verrou exclusif sur l'ensemble de la base de données; on se retrouve alors dans la situation du paragraphe précédent. Ce n'est pas ce que fait PostgreSQL; plus habilement, celui-ci laisse les lectures (commandes SELECT) s'effectuer en parallèle, et rejette les écritures (en provoquant un rollback de la transaction) si une situation de mise à jour perdue est détectée. De cette façon, PostgreSQL permet à des transactions portant sur des données différentes de s'effectuer complètement en parallèle, et interdit les mises à jour perdues sans avoir à faire confiance aux clients pour qu'ils gèrent correctement les subtilités du verrouillage; l'inconvénient est qu'il existe un risque de rollback arbitraire, et que la caisse doit donc être prête à répéter sa transaction (plusieurs fois si nécessaire) jusqu'à ce qu'elle réussisse.

### Lectures et écritures en présence d'interactions avec l'utilisateur
L'idée de répéter la transaction plusieurs fois n'est typiquement pas acceptable lorsqu'elle implique un utilisateur humain : en effet, celui-ci devrait recommencer tout son travail de saisie à chaque fois. Les solutions sont les suivantes :
- revenir au mécanisme des verrous exclusifs, auquel cas il faut prévoir un second dispositif pour que le verrou ne soit pas détenu de façon abusive (par exemple pendant toute la pause de midi !).  Ce peut être un temps limité et connu à l'avance pour terminer la transaction, ou la possibilité pour un administrateur de «casser» le verrou manuellement ;
- avertir l'utilisateur qu'une écriture a eu lieu pendant qu'il travaillait à la fin de la transaction (et si possible avant), et lui proposer une assistance pour fusionner son propre travail avec les modifications survenues précédemment.  Les systèmes de gestion de version modernes, par exemple, effectuent cette opération semi-automatiquement et ne requièrent une intervention manuelle qu'en cas de conflit.